# Сухопутные войска Северной Македонии
Сухопутные войска Северной Македонии (макед. Копнена војска на Република Северна Македонија) — один из видов Вооружённых сил Северной Македонии. Предназначены для решения задач по отражению ударов противника и его разгрому в случае развязывания им агрессии, является наиболее крупной составляющей Вооружённых сил. Их устройство, состав, вооружение регулируются миссиями и задачами Вооружённых сил Северной Македонии. Они состоят состоят из сил быстрого реагирования, сил поддержки, а также стратегического резерва. Численность войск составляет 9000 человек. В военное время цифра может достигать 55000.человек. Набор производится по смешанному принципу — часть приходит служить по призыву, а часть по контракту.

## История
17 ноября 1991 года Собрание приняло Конституцию Республики Македонии, согласно которой Республика Македония является суверенным, независимым, демократическим и социальным государством, а защита государства организована своими вооружёнными силами.
21 февраля 1992 года президент Киро Глигоров и представители федеральной армии подписали соглашение о выводе Югославской народной армии из Республики Македонии с предельным сроком 15 апреля. 27 марта 1992 года македонскую территорию оставил последний солдат Югославской народной армии.
С выводом оборудования и вооружения, которое имела Югославская народная армия на территории Республики Македонии, страна оставалась со скромными запасами и военной техникой, находящейся в распоряжении территориальной обороны. Однако началось обучение, и новообразованная армия Республики Македонии готовилась к выполнению своих задач.
Ранее македонские солдаты, состоящие в Территориальной обороне, успешно осуществляли захват и обеспечение границ и военных объектов Республики Македонии. Таким образом, 6 марта 1992 года было захвачено первое военное здание — здание республиканского и городского штаба ТО в Скопье.
После завершения всех приготовлений к призыву первого поколения македонских солдат, 14 апреля 1992 года первый солдат прибыл в казармы Охрид — Пане Ямадиев из Велеса, а 15 апреля в казармах в Скопье, Битола, Стил и Охрид первые солдаты приняли присягу, с этого момента начинается формирование Вооруженных Сил Республики Македония.
Изначально македонская армия располагала четырьмя повреждёнными танками Т-34 времён Второй мировой войны и некоторым количеством стрелкового оружия. Современное вооружение было закуплено и получено в дар от Болгарии, США и Украины.

## Назначение
Сухопутные войска — главный вид вооружённых сил.
Силы быстрого реагирования состоят из 1-й и 2-й бригад, бронетанкового батальона (31 танк Т-72).
Стратегический резерв также состоит из двух бригад — 3-й и 4-й.
Силы поддержки представлены артиллерийской частью (12 установок БМ-21), батальоном ПВО, ротой радиационно-химическо-биологической разведки, батальоном связи и логистики, инженерным батальоном, ротами разведки и военной полиции.
Македонская армия содействовала силам НАТО в войне 1999 года, участвовала во внутреннем конфликте 2001 года, отдельные подразделения воевали в Ираке и Афганистане в составе коалиции, возглавляемой США.
В 2006 году отменена всеобщая воинская повинность, состоялся переход к профессиональной армии. Проведены значительные преобразования Сухопутных сил для соответствия стандартам НАТО с целью последующего вступления в этот военный союз.

## Вооружение
| Тип                         | Изображение | Производство | Назначение                | Количество | Примечания  |
| Танки                       | Танки       | Танки        | Танки                     | Танки      | Танки       |
| --------------------------- | ----------- | ------------ | ------------------------- | ---------- | ----------- |
| Т-55                        |             | СССР         | средний танк              | 94         | На хранении |
| Боевые бронированные машины |             |              |                           |            |             |
| БМП-2                       |             | СССР         | Бронетранспортёр          | 11         |             |
| МТ-ЛБ                       |             | СССР         | Бронетранспортёр          | 10         |             |
| M113                        |             | США          | Бронетранспортёр          | 27         |             |
| Leonidas                    |             | Греция       | Бронетранспортёр          | 9          |             |
| БРДМ-2                      |             | СССР         | Бронетранспортёр          | 20         |             |
| БТР-60                      |             | СССР         | Бронетранспортёр          | 100        | на хранении |
| БТР-80                      |             | Россия       | Бронетранспортёр          | 12         |             |
| БТР-70                      |             | СССР         | Бронетранспортёр          | 56         |             |
| HMMWV                       |             | США          | бронеавтомобиль           | 100        |             |
| Otokar Cobra                |             | Турция       | бронеавтомобиль           | 2          |             |
| Артиллерия                  |             |              |                           |            |             |
| БМ-21                       |             | СССР         | 122-мм РСЗО               | 6          |             |
| M-63 Plamen                 |             | Югославия    | 128-мм РСЗО               | 11         |             |
| M101                        |             | США          | 105-мм самоходная гаубица | 36         |             |
| М-30                        |             | СССР         | 122-мм гаубица            | 56         |             |

По данным некоторых источников только 30 % вооружения армии на 2020 год находится в рабочем состоянии.

## Знаки различия

### Генералы и офицеры
| Категории               | Генералы      | Генералы             | Генералы          | Генералы         | Старшие офицеры | Старшие офицеры | Старшие офицеры | Младшие офицеры | Младшие офицеры   | Младшие офицеры |
| ----------------------- | ------------- | -------------------- | ----------------- | ---------------- | --------------- | --------------- | --------------- | --------------- | ----------------- | --------------- |
|                         |               |                      |                   |                  |                 |                 |                 |                 |                   |                 |
| Македонское звание      | Генерал       | Генерал подполковник | Генерал мајор     | Бригаден генерал | Полковник       | Потполковник    | Мајор           | Капетан         | Поручник          | Потпоручник     |
| Российское соответствие | Генерал армии | Генерал-полковник    | Генерал-лейтенант | Генерал-майор    | Полковник       | Подполковник    | Майор           | Капитан         | Старший лейтенант | Лейтенант       |

### Сержанты и солдаты
| Категории               | Подофицеры        | Подофицеры | Подофицеры            | Сержанты и старшины | Сержанты и старшины | Сержанты и старшины | Сержанты и старшины | Сержанты и старшины | Солдаты   | Солдаты |
| ----------------------- | ----------------- | ---------- | --------------------- | ------------------- | ------------------- | ------------------- | ------------------- | ------------------- | --------- | ------- |
|                         |                   |            |                       |                     |                     |                     |                     |                     |           | нет     |
| Македонское звание      | Главен наредник   | Наредник   | Постар водник I класа | Постар водник       | Водник 1 класа      | Водник              | Помлад водник       | Десетар             | Разводник | Војник  |
| Российское соответствие | Старший прапорщик | Прапорщик  | нет                   | Старшина            | нет                 | Старший сержант     | Сержант             | Младший сержант     | Ефрейтор  | Рядовой |